# Ethan Cormont
Ethan Cormont (* 29. September 2000 in Créteil) ist ein französischer Leichtathlet, der sich auf den Stabhochsprung spezialisiert hat.

## Sportliche Laufbahn
Erste internationale Erfahrungen sammelte Ethan Cormont im Jahr 2018, als er bei den U20-Weltmeisterschaften in Tampere mit 5,30 m den achten Platz belegte. Im Jahr darauf schied er bei den U20-Europameisterschaften in Borås ohne eine übersprungene Höhe in der Qualifikationsrunde aus. 2021 übersprang er 5,80 m und erbrachte damit die Norm für die Olympischen Spiele und qualifizierte sich damit auch für die Halleneuropameisterschaften in Toruń, bei denen er aber mit 5,60 m in der Vorrunde ausschied. Mitte Juli siegte er bei den U23-Europameisterschaften in Tallinn mit Freiluftbestmarke von 5,80 m und schied dann bei den Olympischen Spielen in Tokio mit 5,50 m in der Qualifikationsrunde ausschied. 2023 belegte er bei den Halleneuropameisterschaften in Istanbul mit 5,70 m den fünften Platz und schied im August bei den Weltmeisterschaften in Budapest mit 5,55 m in der Qualifikationsrunde aus.
2021 wurde Cormont französischer Meister im Stabhochsprung.

## Persönliche Bestleistungen
- Stabhochsprung: 5,80 m, 10. Juli 2021 in Tallinn
  - Stabhochsprung (Halle): 5,82 m, 11. März 2023 in Rouen